# Цветослава Симеонова
Цветослава Парашкевова Симеонова (родена на 23 май 1973 г.) е българска актриса. Симеонова се занимава активно с куклен театър и с озвучаване на реклами, филми и сериали.

## Ранен живот
Играе една година като стажант актриса в Драматично-куклен театър „Иван Радоев“.
През 1996 г. завършва НАТФИЗ „Кръстьо Сарафов“ със специалност „Актьорско майсторство за куклен театър“ в класа на професор Атанас Илков.

## Актьорска кариера
През 1998 г. печели наградата на САБ за куклено изкуство за ролята на главния герой в пиесата „Косе-Босе“, под режисурата на Елза Лалева.
През 2000 г. играе ролята на Портокала в детското предаване „Ала-Бала“ на БНТ. Работи в Столичен куклен театър.

## Кариера на озвучаваща актриса
Започва да се занимава с дублаж през 2002 г. Първата ѝ работа е озвучаването на главната героиня в нахсинхронния дублаж на „Палечка“. Първата ѝ роля във войсоувър дублажа е в сериала „Фелисити“ за БНТ.
Тя е четвъртата актриса, която озвучава Барт Симпсън в българския дублаж на „Семейство Симпсън“, поемайки ролята от четиринайсети сезон.
| Актриса             | Заглавия | Роли                                                        |
| ------------------- | --- | ----------------------------------------------------------- |
| Алисън Джени        | Обект на желание (дублаж на Андарта Студио) Миньоните (дублаж на Александра Аудио) Семейство Симпсън                                                                                         | Констанс Милър Мадж Нелсън Джулия                           |
| Анджела Бартис      | Камбанка и спасяването на феите Камбанка и тайната на крилете Камбанка и феята пират | Вивета                                                      |
| Аника Нони Роуз     | Принцесата и жабокът Ралф разбива интернета | Тиана                                                       |
| Ашли Екстайн        | Междузвездни войни: Войните на клонираните Междузвездни войни: Бунтовниците София Първа | Асока Тано Синигерчето Мия                                  |
| Бренда Сонг         | Американски дракон: Джейк Лонг Корабните приключения на Зак и Коди Зак и Коди: Филмът | Мажоретката Трейси Лондон Типтън                            |
| Бриана Иди          | Хатауей и духовете Рок училище | Франки Хатауей Томика                                       |
| Грей ДеЛайл         | Трансформърс: Отмъщението Скуби-Ду: Легенда за Фантозавъра Скуби-Ду: Призрачна Коледа Скуби-Ду: Игрите на страха На върха Скуби-Ду! Скуби-Ду: Маската на Синия сокол (дублаж на студио Доли) | Арси, Хромия, и Елита-Едно Дафни Блейк                      |
| Денис Ричардс       | Наистина любов Мадеа и програмата за защита на свидетели | Карла Кейт Нийдълман                                        |
| Дженифър Стоун      | Магьосниците от Уейвърли Плейс (дублаж на Медиа Линк и студио Доли) Магьосниците от Уейвърли Плейс: Филмът                                                                                   | Харпър                                                      |
| Джоди Бенсън        | Палечка (дублаж на Александра Аудио) София Първа | Палечка Ариел                                               |
| Джоун Гърбър        | Смърфовете (дублаж на Медиа Линк) Костенурките нинджа (дублаж на Триада) | Майката на Гаргамел и леля Мъши Шрийка и леля Аги           |
| Джули Уайт          | Трансформърс Трансформърс: Отмъщението Трансформърс: Тъмната страна на луната | Джуди Уитуики                                               |
| Жули Делпи          | Преди изгрев Преди залез (дублаж на студио Триада) | Селин                                                       |
| Колийн О'Шонеси     | Соник: Филмът Соник: Филмът 2 Накълс Соник: Филмът 3 | Тейлс                                                       |
| Кристен Уиг         | Полупрофесионалисти Аз, проклетникът | Треньорка на мечки Г-ца Хети                                |
| Кристен Шол         | Играта на играчките 3 Играта на играчките: Страшна история Играта на играчките: На мистериозна земя Играта на играчките: Пътешествието                                                       | Трикси                                                      |
| Лара Джил Милър     | Къщата на Шумникови Семейство Касагранде Шпионинът може да почака – Къщата на Шумникови: Филмът                                                                                              | Лиса Шумникова                                              |
| Лорън Том           | Американски дракон: Джейк Лонг Чудовищна забава | Сюзън Лонг и съветничката Чанг Ейприл                       |
| Мария Каналс Барера | Магьосниците от Уейвърли Плейс (дублаж на Медиа Линк, само в сезони 1–2) Магьосниците от Уейвърли Плейс: Филмът Кемп Рок (дублаж на Медиа Линк)                                              | Териса Русо Кони Торес                                      |
| Меган Фокс          | Трансформърс Трансформърс: Отмъщението Костенурките нинджа (дублаж на студио Доли) Костенурките нинджа: На светло                                                                            | Микаела Бейнс Ейприл О'Нийл                                 |
| Оливия Колман       | Семейство Симпсън Котаракът в чизми 2 | Лили Мама Мечка                                             |
| Олимпия Дукакис     | Виж кой говори (дублаж на Андарта Студио) Виж кой говори пак (дублаж на Андарта Студио) | Роузи                                                       |
| Рейни Родригес      | Остин и Али Джеси | Триш Де ла Роса                                             |
| Сара Силвърман      | Ах, тази Мери (дублаж на Андарта Студио) Мъж за милиони (дублаж на Андарта Студио) Който оцелее, ще разказва (дублаж на Медиа Линк) Семейство Симпсън                                        | Бренда Каролин Рут Рейчъл                                   |
| Соня Манзано        | Къщата на Шумникови Семейство Касагранде | Роза Касагранде                                             |
| Стефани Ан Милс     | Остров Пълна драма (дублаж на студио 1+1) Студио Пълна драма Световно турне: Пълна драма Пълна драма: Отмъщението на острова Пълна Драма: Ол Старс                                           | Линдзи                                                      |
| Тара Стронг         | Американски дракон: Джейк Лонг Скуби-Ду: Ужас в лагера (дублаж на Александра Аудио) Скуби-Ду: Маската на Синия сокол (дублаж на студио Доли)                                                 | Стейси Уинтъргрин, Кара, Сара, Вероника и Бърта Труди Остин |
| Трес Макнийл        | Костенурките нинджа (дублаж на студио Триада) Семейство Симпсън (от четиринадесети сезон) Американски дракон: Джейк Лонг Хей, Арнолд: Филм за джунглата                                      | Кала и други Агнес Скинър Кралица Лилиана Баба              |